# الإعلان الثلاثي لعام 1950
الإعلان الثلاثي لعام 1950 (كما أطلق عليه أيضًا الاتفاق الثلاثي لعام 1950) هو بيان مشترك من جانب الولايات المتحدة والمملكة المتحدة وفرنسا لضمان الوضع الإقليمي الراهن الذي تم تحديده بموجب اتفاقيات الهدنة العربية الإسرائيلية لعام 1949.
وقد أوضح الإعلان، الذي تم تطويره من المناقشات المتعلقة بالهدنة، التزام الأطراف بالسلام والاستقرار في الشرق الأوسط ومعارضتهم لاستخدام القوة أو التهديد باستخدامها. وتعهدوا باتخاذ إجراءات داخل وخارج الأمم المتحدة لمنع انتهاك الهدنة أو الحدود، كما كرروا معارضتهم لتطوير سباق التسلح.
كما نص الإعلان على التشاور الوثيق بين القوى الثلاث بهدف الحد من سباق التسلح العربي الإسرائيلي، وتم إصداره في 25 مايو 1950.

## الدوافع
كانت القوى الغربية تهدف إلى الحفاظ على الاستقرار والتدفق الحر للنفط، وتحييد الصراع العربي الإسرائيلي، وإقناع العرب والإسرائيليين - إن أمكن - بتبني قضية مشتركة مع الغرب ضد تهديد الزحف السوفيتي.
كانت الولايات المتحدة القوة المحورية للاتفاقية: اعتبرها الرئيس دوايت أيزنهاور أداة مناسبة لضمان حياد الغرب وخاصة الولايات المتحدة فيما يخص الصراع العربي الإسرائيلي، وكان الهدف النهائي هو منع أي احتلال بالقوة في الشرق الأوسط.

## التأثير
ووفقًا لجيرالد شتاينبرغ ‏، فإن «الاتفاقية لم تمنع الدول العربية من الحصول على الأسلحة من خلال علاقات تحالفها مع الموردين، لكن إسرائيل كانت مستبعدة. . . . قدمت الولايات المتحدة القليل من المساعدات الأجنبية، وتم رفض المسؤولين العسكريين الإسرائيليين الذين سعوا لشراء أسلحة وذخيرة في الولايات المتحدة.»

### NEACC
في يونيو 1952 ، أنشأت الأطراف لجنة تنسيق الأسلحة في الشرق الأدنى (NEACC) والتي من خلالها قامت بتنسيق مبيعاتها من الأسلحة لجميع الأطراف في النزاع. لم تبع الولايات المتحدة أي أسلحة في الشرق الأوسط، تاركة تلك الأسواق لبريطانيا وفرنسا مع منافسة كبيرة بين الاثنتين. عملت NEACC بشكل معقول لأكثر من ثلاث سنوات، حيث قامت كل من بريطانيا وفرنسا بحجب الأسلحة بشكل دوري من الخصمين في النزاع العربي الإسرائيلي، وذلك بالدرجة الأولى عندما اتخذت الدول إجراءات تهدد المصالح الإقليمية البريطانية أو الفرنسية. ومع ذلك، فقد اعترفت القوى الثلاث بأن الدول العربية وإسرائيل بحاجة إلى الحفاظ على مستوى معين من القوة المسلحة لأغراض الأمن الداخلي والدفاع المشروع عن النفس، وأعلنوا أنهم سيدرسون طلبات الأسلحة في ضوء تلك المبادئ، بما في ذلك الطلبات التي من شأنها أن تسمح للدول «بالقيام بدورها في الدفاع عن المنطقة ككل». شدد بند مهم - ولكنه كان غير قابل للتنفيذ إلى حد ما في الاتفاق الثلاثي - على أن القوى الثلاث ستبيع الأسلحة فقط مع التأكيد على أن الدول المشترية لن تستخدمها في أعمال عدائية ضد دول أخرى.

### صفقة الأسلحة التشيكية تؤثر على الإعلان
جعلت صفقة الأسلحة التشيكية في سبتمبر 1955 والتي وافق فيها الاتحاد السوفيتي على بيع مصر أسلحة حديثة بقيمة 250 مليون دولار، الجهود الغربية للحد من تدفق الأسلحة غير ملائمة، وفي أبريل 1956 بدأت فرنسا بنقل كميات كبيرة من الأسلحة الحديثة إلى إسرائيل. «كانت فرنسا تمد إسرائيل بالأسلحة منذ أوائل الخمسينيات من القرن الماضي بموجب شروط اتفاقية الأسلحة الفرنسية الإسرائيلية السرية (في انتهاك للاتفاق الثلاثي، ولكن بدعم وتشجيع أميركيين).»